# Parapodia
Parapodia é um gênero de traça pertencente à família Agonoxenidae.